# Gabriele Bolognesi
Gabriele Bolognesi (Formignana, 13 aprile 1949) è un ex calciatore italiano, di ruolo centrocampista.
Dal 2007 e tuttora lavora come autista camion nella sua città Cotignola in provincia di Ravenna per conto della ditta Fonderia Morini.

## Carriera
Dopo essere cresciuto tra le file del Baracca Lugo, viene acquistato dall'Atalanta, con cui debutta in Serie A il 13 ottobre 1968 in Varese-Atalanta (0-0), che rimarrà la sua unica presenza in massima serie.
Nelle due stagioni in neroazzurro trova poco spazio, venendo ceduto prima in prestito al Como in Serie B e poi, definitivamente, all'Anconitana.
Prosegue quindi la carriera, con l'eccezione del campionato di Serie B 1972-1973 disputato con l'Arezzo, in Serie C.
Ha collezionato complessivamente una presenza in A e 33 presenze (con 6 reti all'attivo) in Serie B.

## Palmarès

### Club

#### Competizioni nazionali
- Coppa Italia Semiprofessionisti: 1

Monza: 1973-1974